# Karlsvik – en by som Gud har glömt
Karlsvik – en by som Gud har glömt är en svensk dokumentärfilm från 1978 med regi, manus och foto av Ylva Mårtens och Kerstin Wixe.
Filmen skildrar byn Karlsvik (då 280 invånare), belägen strax utanför Luleå. Genom intervjuer och fotografier berättar det om vardagen i byn. Filmen premiärvisades den 17 september 1978 på Lilla teatern i Luleå och är 77 minuter lång. Den visades även av Sveriges Television den 10 januari 1981 och var då 74 minuter lång.
Filmen finansierades delvis genom en insamling och helt utan stöd från det officiella Filmsverige. I anslutning till filmen utgavs en EP av musikgruppen Manifest från vilken överskottet oavkortat gick till filmen.

### Fotnoter
1. 1 2 3  ”Karlsvik – en by som Gud har glömt”. Svensk Filmdatabas. http://sfi.se/sv/svensk-filmdatabas/Item/?itemid=5027&type=MOVIE&iv=Basic&ref=/templates/SwedishFilmSearchResult.aspx?id%3d1225%26epslanguage%3dsv%26searchword%3dkarlsvik%26type%3dMovieTitle%26match%3dBegin%26page%3d1%26prom%3dFalse. Läst 4 maj 2013.